# Phycomorpha
Phycomorpha is een geslacht van vlinders van de familie Copromorphidae, uit de onderfamilie Millieriinae.

## Soorten
- P. bryophylla Meyrick, 1927
- P. escharitis Meyrick, 1916
- P. metachrysa Meyrick, 1914